# Magnolia sellowiana
Magnolia sellowiana är en magnoliaväxtart som först beskrevs av A.St.-hil., och fick sitt nu gällande namn av Rafaël Herman Anna Govaerts. Magnolia sellowiana ingår i släktet Magnolia och familjen magnoliaväxter. Inga underarter finns listade i Catalogue of Life.